# Métigny
Métigny és un municipi francès situat al departament del Somme i a la regió dels Alts de França. L'any 2007 tenia 100 habitants.

## Demografia

### Població

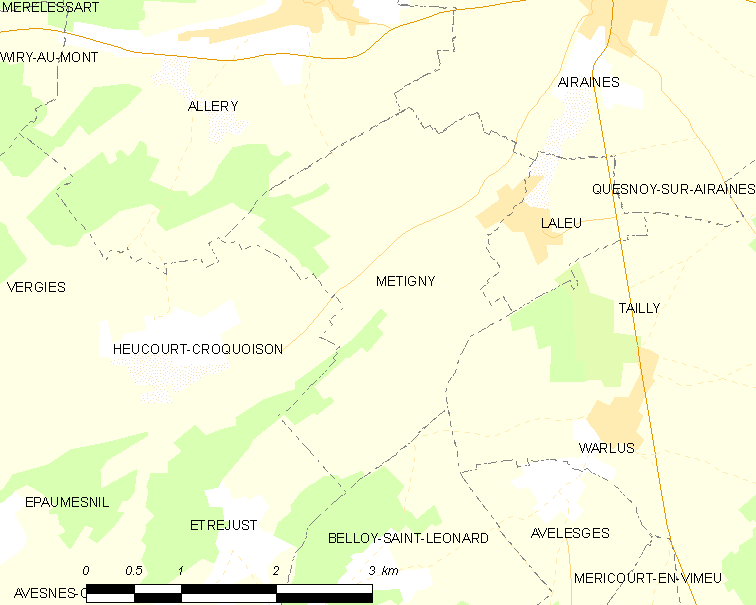
mapa del municipi

El 2007 la població de fet de Métigny era de 100 persones. Hi havia 28 famílies de les quals 8 eren unipersonals (4 homes vivint sols i 4 dones vivint soles), 4 parelles sense fills, 12 parelles amb fills i 4 famílies monoparentals amb fills.
La població ha evolucionat segons el següent gràfic:
Habitants censats

### Habitatges

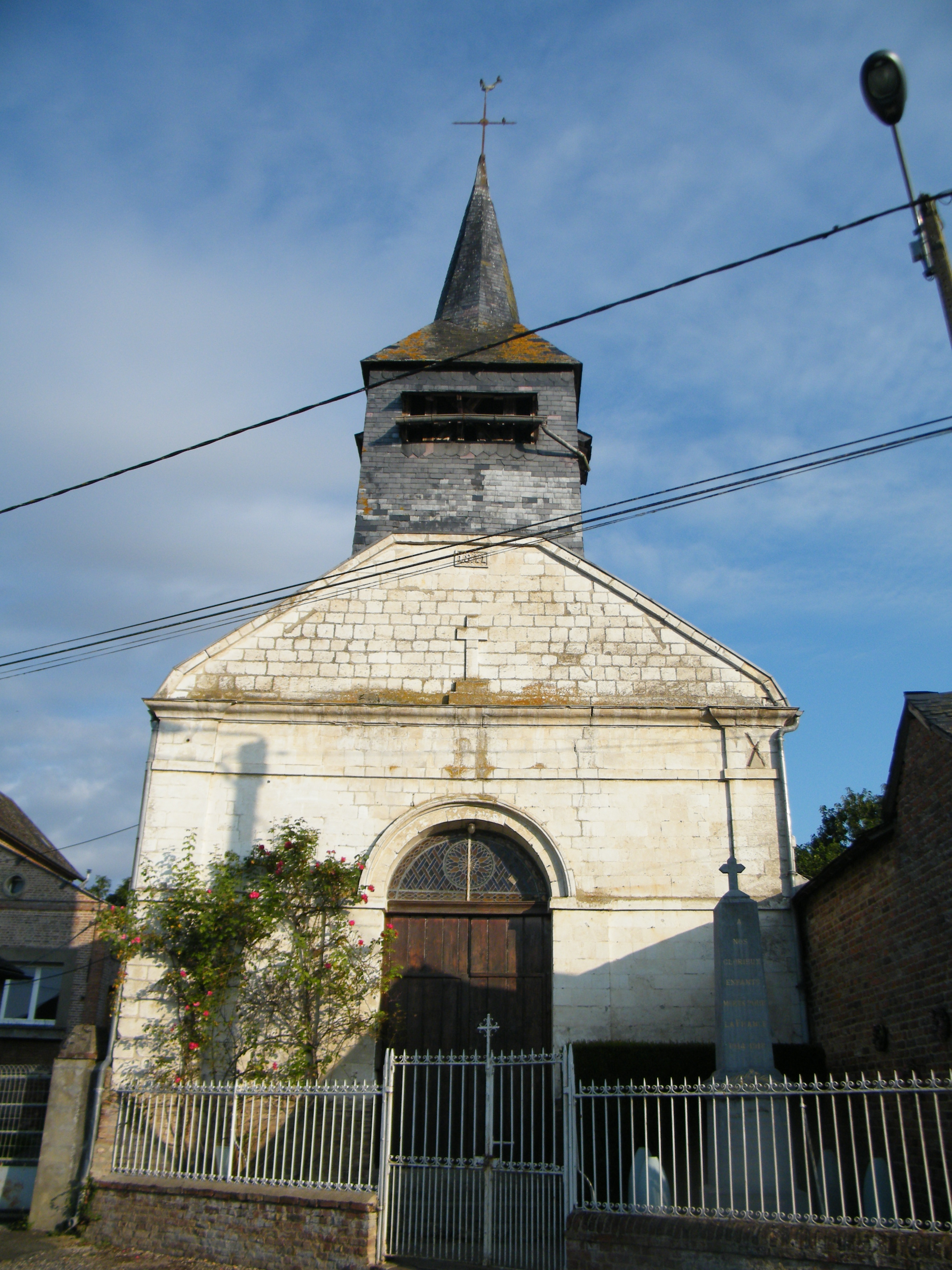

El 2007 hi havia 35 habitatges, 32 eren l'habitatge principal de la família i 3 eren segones residències. Tots els 35 habitatges eren cases. Dels 32 habitatges principals, 27 estaven ocupats pels seus propietaris i 5 estaven llogats i ocupats pels llogaters; 4 tenien tres cambres, 6 en tenien quatre i 22 en tenien cinc o més. 27 habitatges disposaven pel capbaix d'una plaça de pàrquing. A 12 habitatges hi havia un automòbil i a 17 n'hi havia dos o més.

### Piràmide de població
La piràmide de població per edats i sexe el 2009 era:
| Homes | Edats   | Dones |
| ----- | ------- | ----- |
| 0     | 95 o +  | 0     |
| 0     | 90 a 94 | 0     |
| 0     | 85 a 89 | 0     |
| 4     | 80 a 84 | 0     |
| 0     | 75 a 79 | 4     |
| 0     | 70 a 74 | 4     |
| 4     | 65 a 69 | 0     |
| 0     | 60 a 64 | 0     |
| 0     | 55 a 59 | 0     |
| 0     | 50 a 54 | 0     |
| 0     | 45 a 49 | 0     |
| 4     | 40 a 44 | 0     |
| 8     | 35 a 39 | 4     |
| 4     | 30 a 34 | 4     |
| 4     | 25 a 29 | 4     |
| 0     | 20 a 24 | 0     |
| 4     | 15 a 19 | 0     |
| 0     | 10 a 14 | 8     |
| 4     | 5 a 9   | 0     |
| 8     | 0 a 4   | 4     |

## Economia

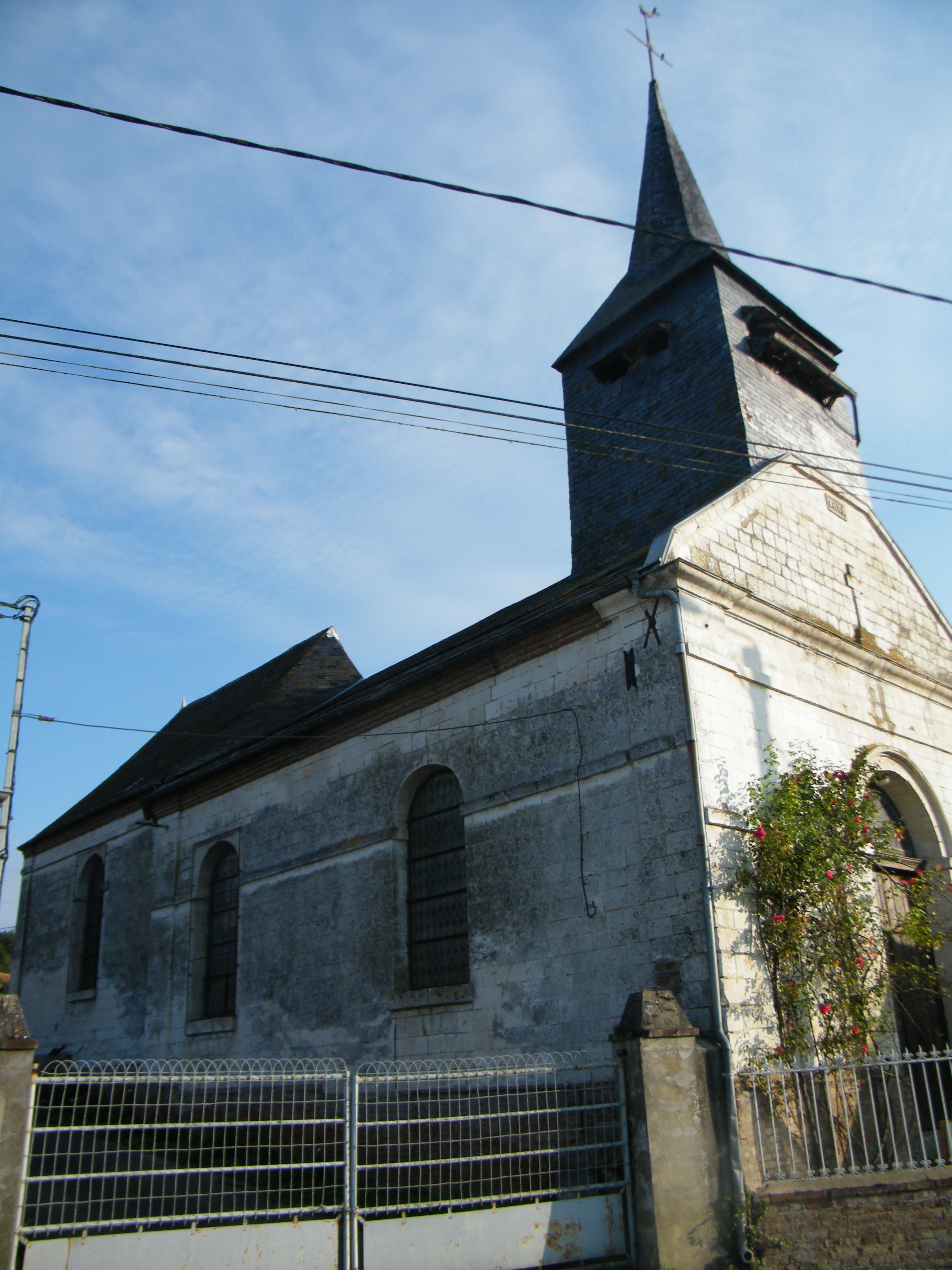

El 2007 la població en edat de treballar era de 53 persones, 44 eren actives i 9 eren inactives. De les 44 persones actives 41 estaven ocupades (25 homes i 16 dones) i 3 estaven aturades (1 home i 2 dones). De les 9 persones inactives 3 estaven jubilades, 2 estaven estudiant i 4 estaven classificades com a «altres inactius».
Activitats econòmiques
L'únic establiment que hi havia el 2007 era d'una empresa de serveis.
L'any 2000 a Métigny hi havia 8 explotacions agrícoles que ocupaven un total de 183 hectàrees.

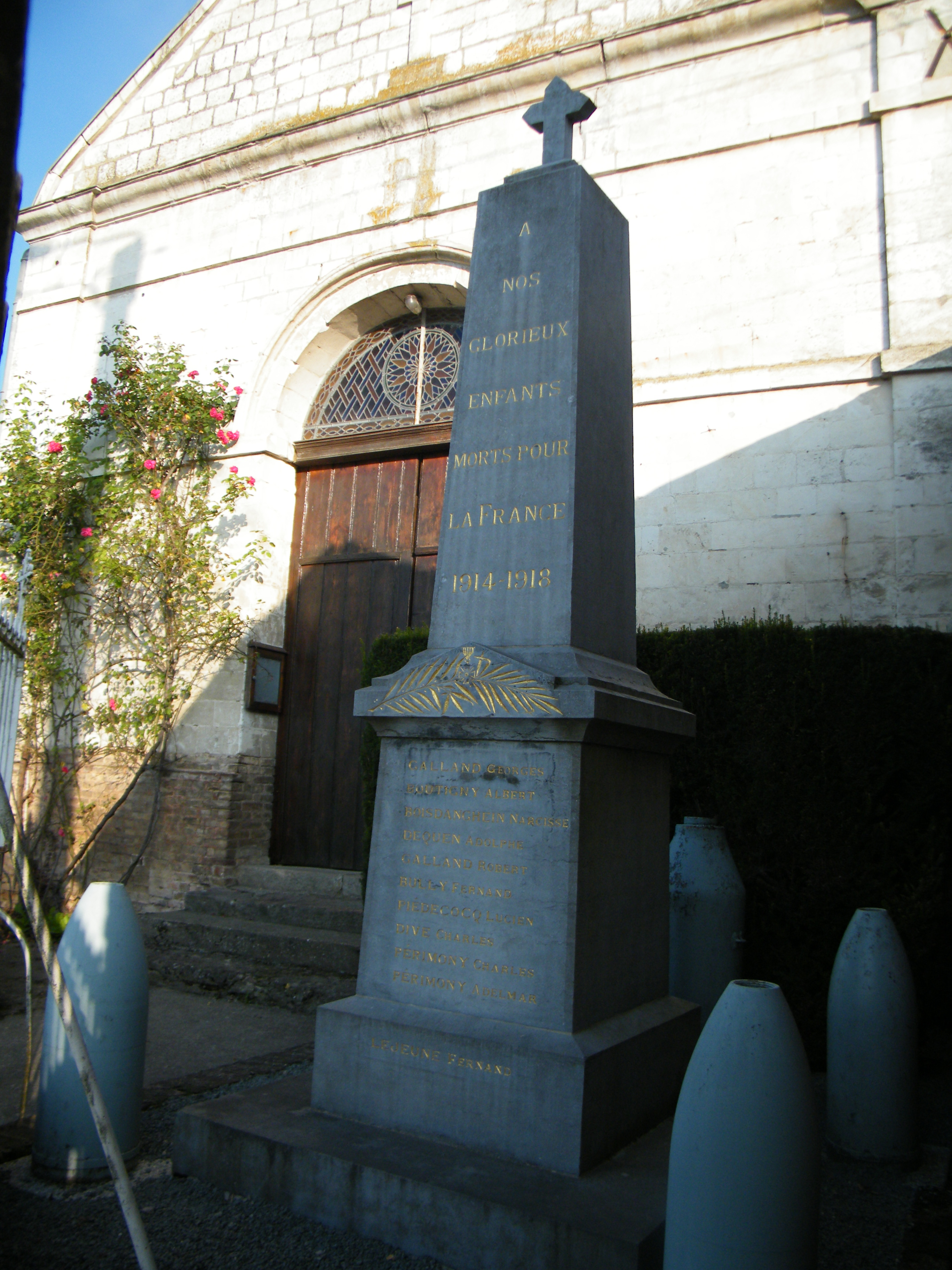

## Poblacions més properes

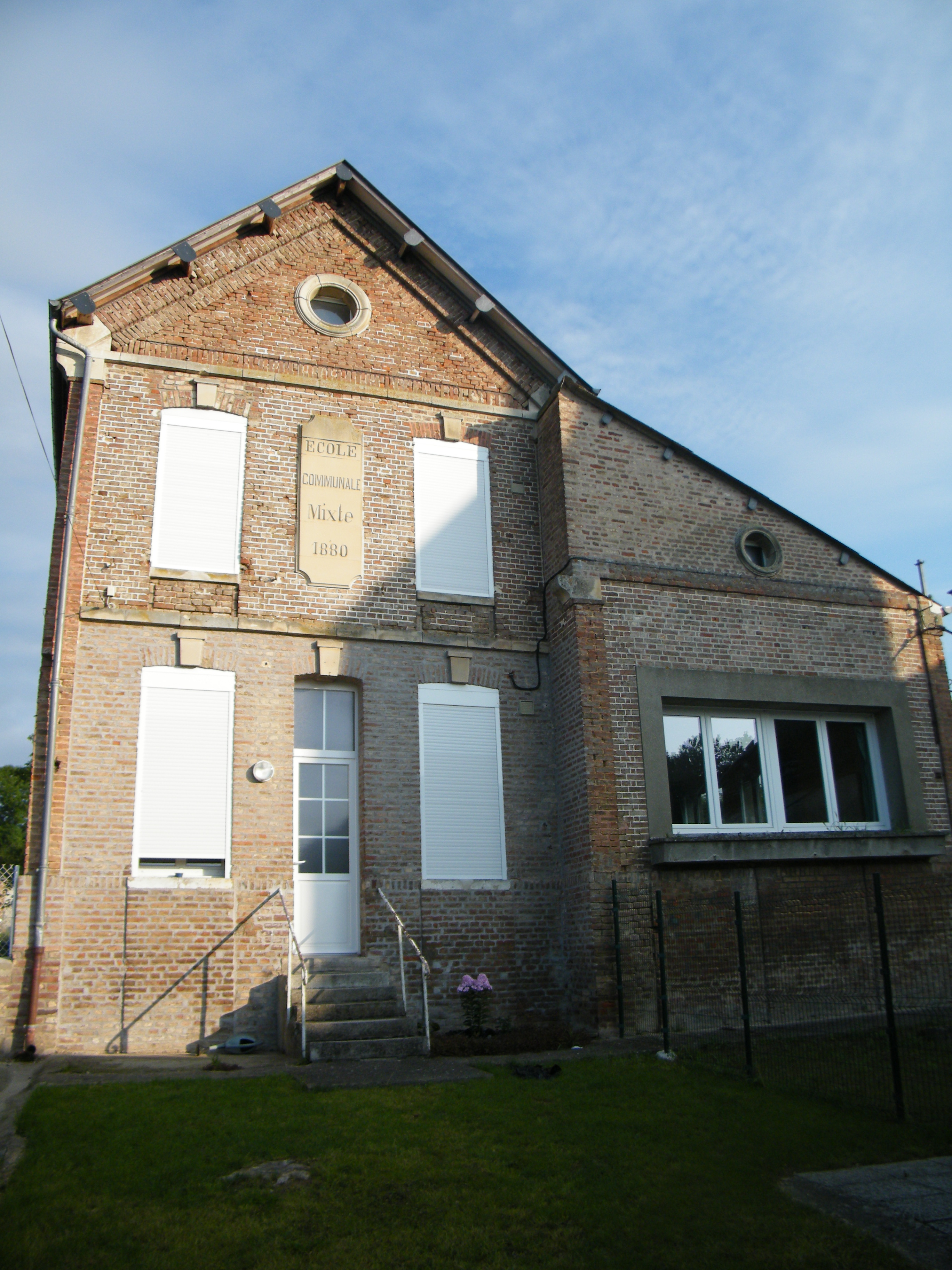

El següent diagrama mostra les poblacions més properes.